# 30057 Sarasakowitz
30057 Sarasakowitz este un asteroid din centura principală de asteroizi.

## Descriere
30057 Sarasakowitz este un asteroid din centura principală de asteroizi. A fost descoperit pe 8 martie 2000 la Socorro, New Mexico, în cadrul proiectului LINEAR. Asteroidul prezintă o orbită caracterizată de o semiaxă mare de 2,42 ua, o excentricitate de 0,16 și o înclinație de 2,6° în raport cu ecliptica.